# Ichneumon vittatus
Ichneumon vittatus là một loài tò vò trong họ Ichneumonidae.